# Bruno Xavier
Bruno Cesar Xavier Sislo, noto semplicemente come Bruno Xavier (San Paolo, 27 novembre 1996), è un calciatore brasiliano, centrocampista del Vitória.

## Caratteristiche tecniche
Ha esordito in Série A il 10 settembre 2017 disputando con lo Sport Recife l'incontro perso 1-0 contro l'Avaí.